# Deressa Chimsa

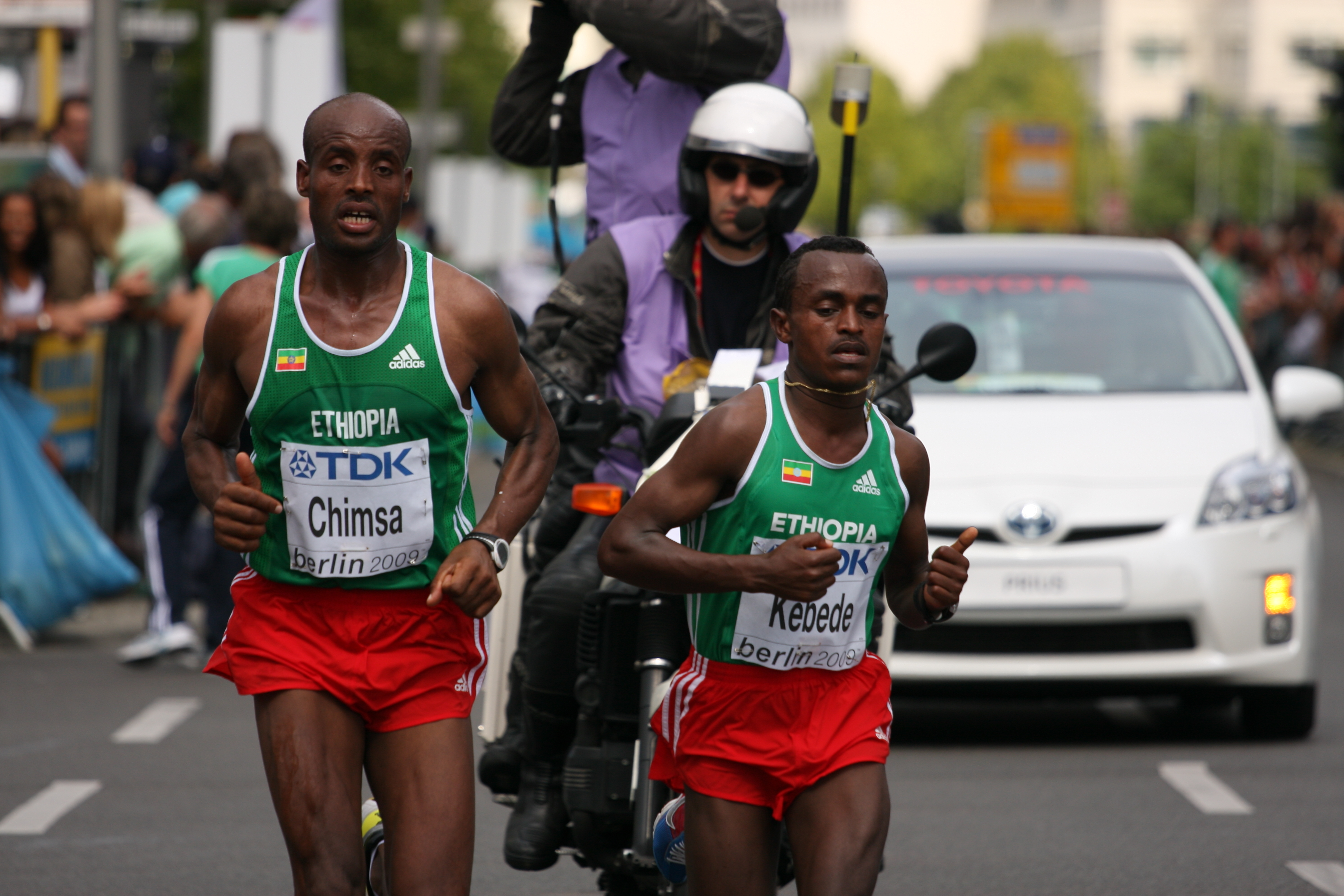
Deresse Chimsa (links) und Tsegay Kebede 2009

Deressa Chimsa (Deressa Chimsa Edae; * 21. November 1976) ist ein äthiopischer Marathonläufer.
2008 wurde er Siebter beim Dubai-Marathon in 2:10:16 h, und 2009 verbesserte er sich an selber Stelle als Zweiter auf 2:07:54 h. Bei den Leichtathletik-Weltmeisterschaften in Berlin erreichte er nicht das Ziel, obwohl er noch bei Kilometer 40 auf dem sechsten Platz lag.
2010 siegte er beim Daegu-Marathon in 2:08:45 h. Im Jahr darauf wurde er Vierter in Dubai und Achter beim Boston-Marathon.
2012 wurde er mit seiner persönlichen Bestzeit von 2:05:42 h Achter in Dubai und gewann den Prag-Marathon.
Am 28. Oktober 2012 wurde er mit einer Zeit von 2:06:55 h Zweiter beim Marathon in Frankfurt am Main.
2013 gewann er den Toronto Waterfront Marathon.